# 马来西亚交通部
马来西亚交通部，缩写为MOT，是马来西亚主管海陆空交通事务的联邦政府部门，总部位于布城联邦行政中心。現任部長是希望聯盟民主行動黨秘書長陸兆福。

## 组织结构

### 马来西亚交通部内设机构
- 马来西亚交通部长：陆兆福
  - 交通部长直属
    - 航空事故调查局

  - 马来西亚交通部副部长：哈斯比·哈比波拉
  - 秘书长：Dato' Jana Santhiran Muniayan
    - 秘书长直辖
      - 内部审计科
      - 法律顾问科
      - 组织通讯科
      - 廉政科

    - 副秘书长（政策）
      - 策略规划及国际处
      - 陆路科
      - 海事科
      - 航空科

    - 副秘书长（管理）
      - 人力资源管理处
      - 行政处
      - 采购及财务科
      - 发展处
      - 会计处
      - 信息管理处

### 附属联邦政府机构
1. 马来西亚陆路交通局（JPJ）
2. 马来西亚海事局（JLM）

### 附属法定机构
1. 马来西亚民航管理局（CAAM）
2. 马来西亚航空委员会（MAVCOM）
3. 公路安全研究院（MIROS）
4. 马来西亚海事学院（MIMA）
5. 沙巴商用车辆执照局（LPKP Sabah）
6. 砂拉越商用车辆执照局（LPKP Sarawak）
7. 巴生港务局（PKA）
8. 柔佛港务局（LPJ）
9. 关单港务局（LPKtn）
10. 民都鲁港务局（BPA）
11. 槟城港务委员会（SPPP）
12. 甘马挽港务局（LPKmm）
13. 马六甲港务局（MPKM）
14. 纳闽港务局（LPA）
15. 铁路资产局（RAC）

### 附属官联公司
1. 马来西亚机场控股（MAHB）
2. 马来西亚捷运公司（MRT）
3. 马来西亚基建公司（PRASARANA）
4. 马来半岛铁道公司（KTMB）
5. 马来西亚 P&I 公司
6. 马来西亚衔接铁道公司（MRL）